# Sığırtmaçlı, Sarıgöl
Sığırtmaçlı là một xã thuộc huyện Sarıgöl, tỉnh Manisa, Thổ Nhĩ Kỳ. Dân số thời điểm năm 2011 là 655 người.